# Могак
Могак (устар. Могок) — река на юго-востоке Башкортостана, в Абзелиловском районе. Длина реки составляет 23 км. На реке находится одноимённый водопад.

## География
Река Могак берёт начало на восточном склоне хребта Крыктытау у горы Кандывиль. Течёт на восток, у деревни Абзелилово поворачивает на юг. Впадает в озеро Чебаркуль. Высота устья — 381,9 м над уровнем моря.

## Галерея

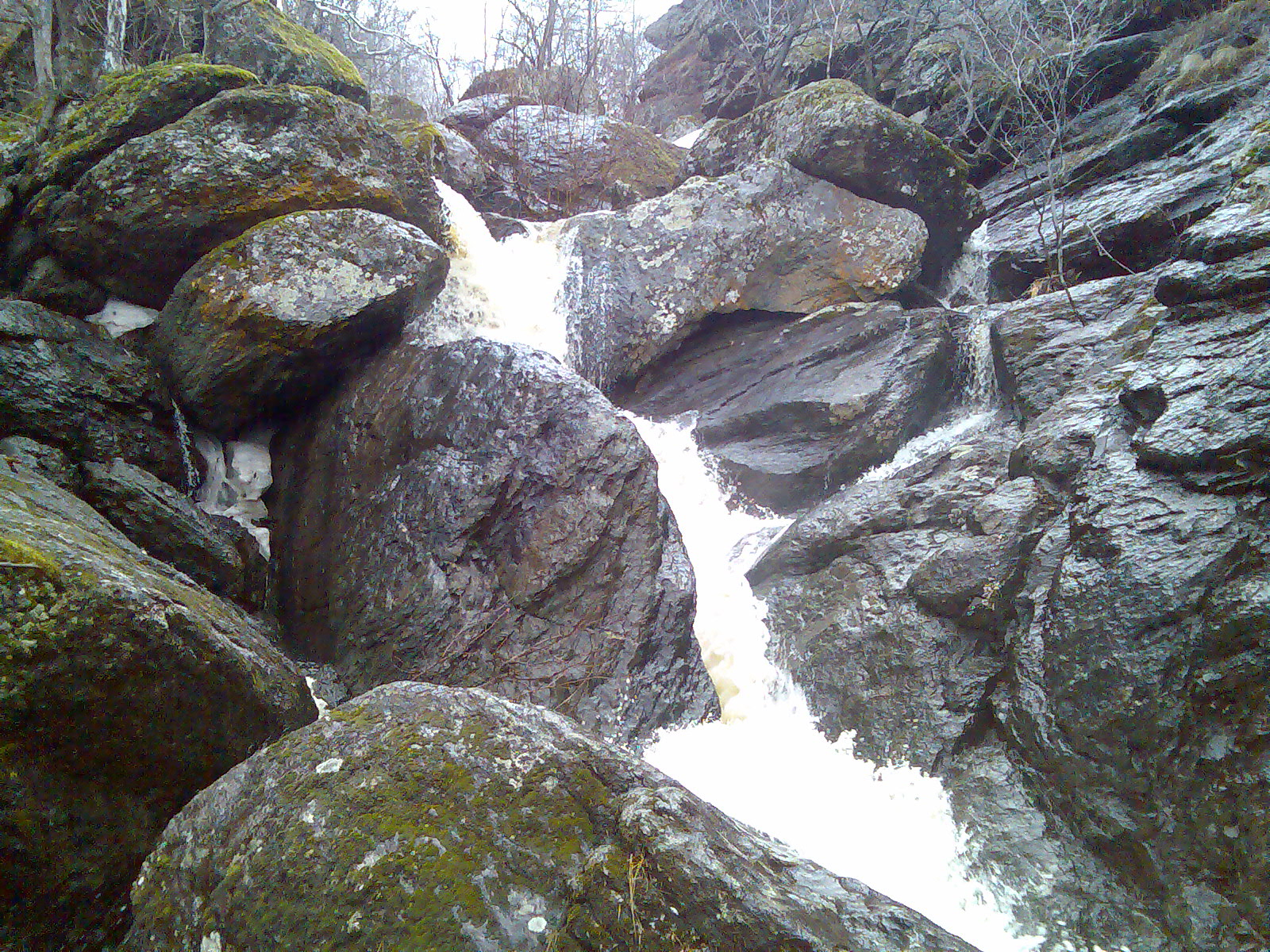
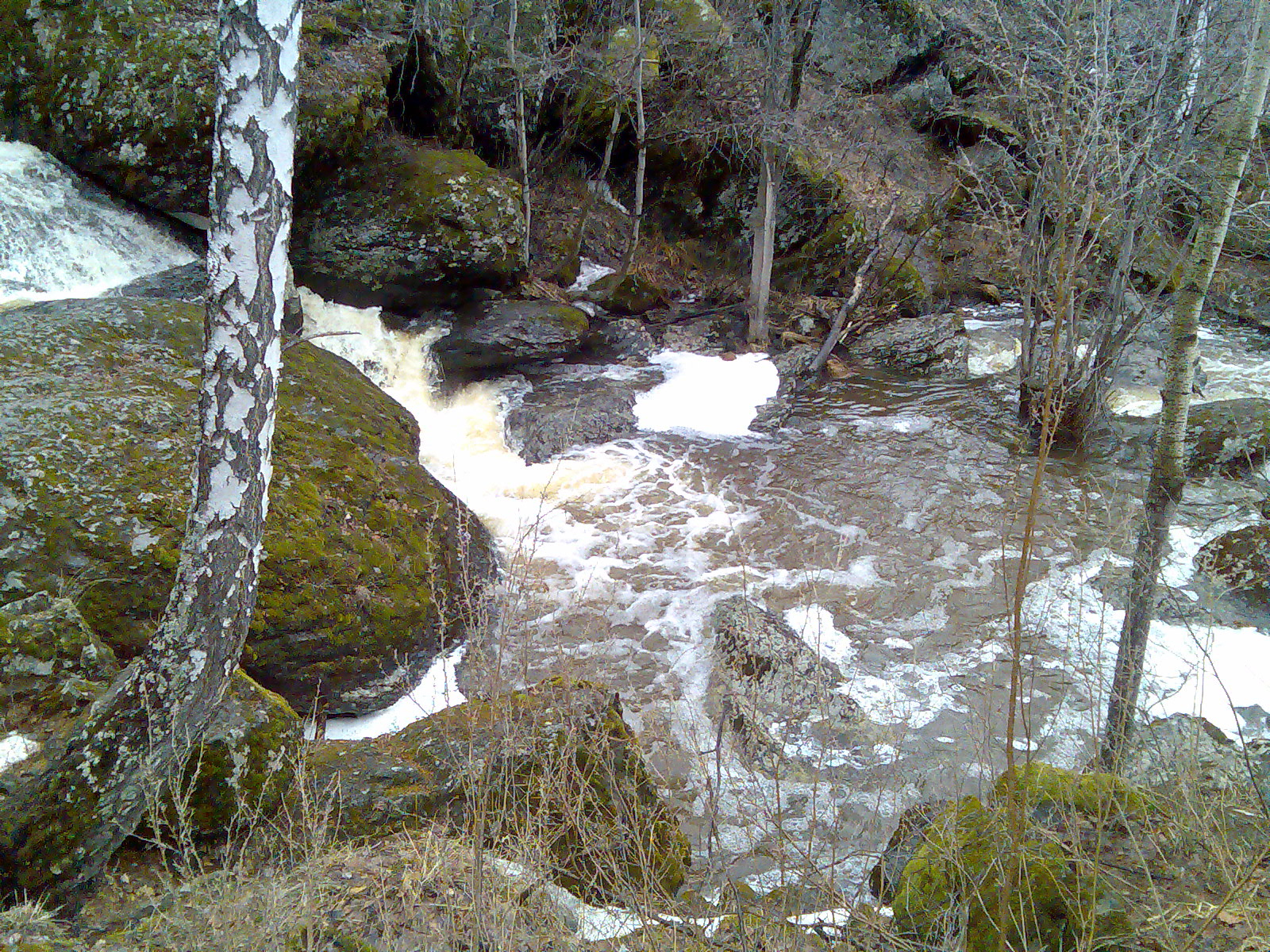
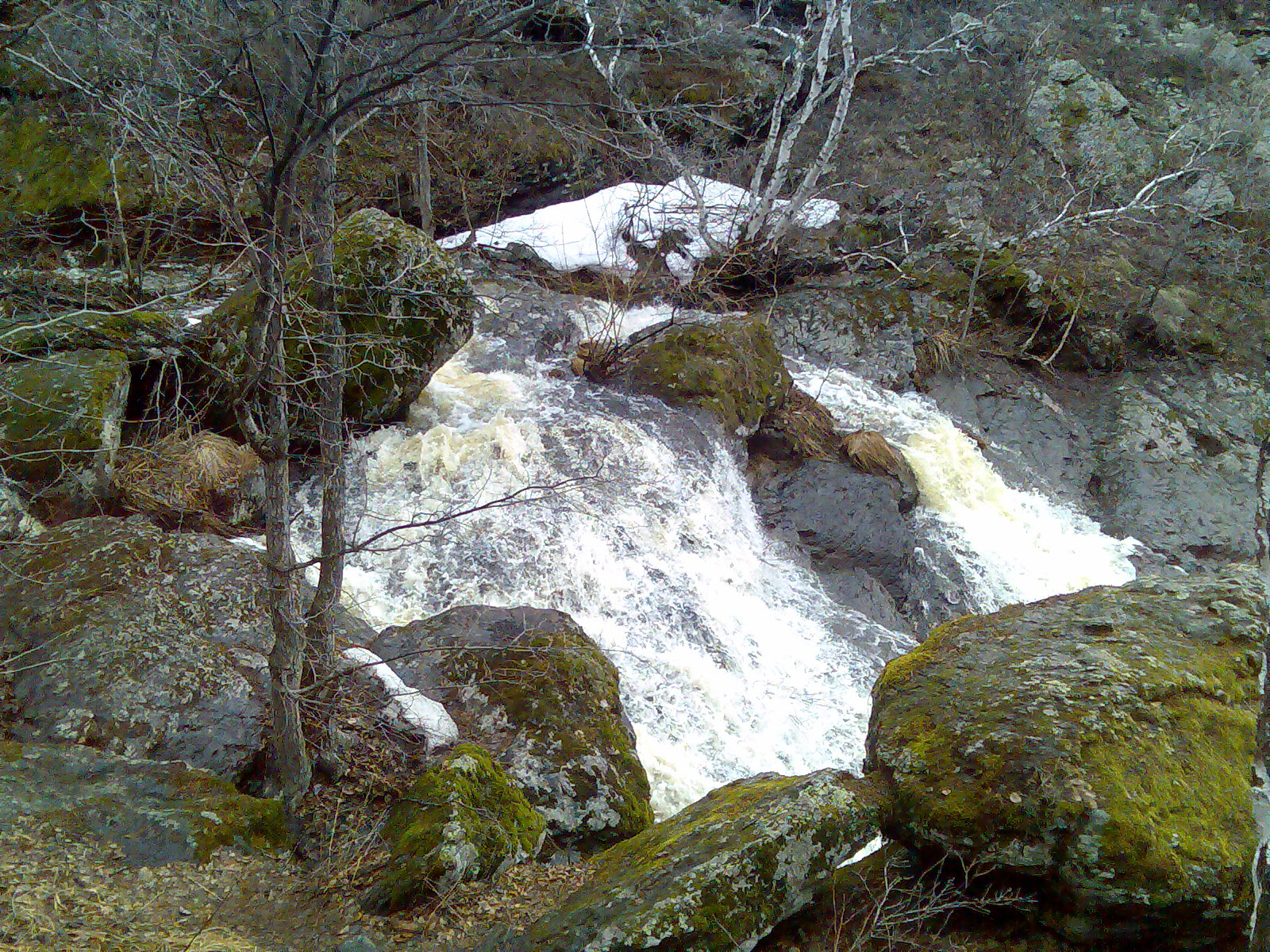